# Camarosporium ambiens
Camarosporium ambiens är en svampart som först beskrevs av Mordecai Cubitt Cooke, och fick sitt nu gällande namn av Grove 1937. Camarosporium ambiens ingår i släktet Camarosporium, ordningen Botryosphaeriales, klassen Dothideomycetes, divisionen sporsäcksvampar och riket svampar.   Inga underarter finns listade i Catalogue of Life.